# Aeródromo de Las Cachas
El aeródromo de Las Cachas (OACI: MSCS) es un aeródromo de aviación general que sirve al pueblo de Cangrejera en el departamento de La Libertad en El Salvador.
La pista de aterrizaje mide 700 metros de longitud y es de césped.
La baliza no direccional de Amatecampo (Ident: LAN) está ubicada a 8,3 kilómetros al sureste del aeródromo. El VOR-DME de El Salvador (Ident: CAT) está ubicado a 15,7 kilómetros al este del aeródromo.